# Edgard Frankignoul
Edgard Frankignoul (Jemeppe-sur-Meuse, 24 de setembro de 1882 - Liège, 7 de setembro de 1954) foi um engenheiro, inventor e empresário belga. Ele é conhecido por um sistema de estaqueamento do solo que leva seu nome. Estaca Franki é um tipo de estaca cravada que é moldada no próprio local de sua execução.

## História

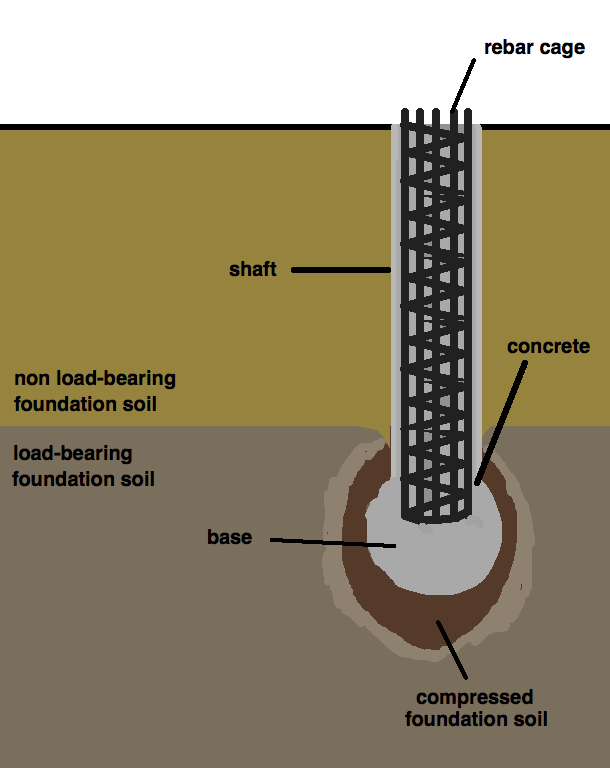
Sistema Franki.

Edgard Frankignoul desenvolveu seu método de estacas no início dos anos 1900 que foi patenteada em 28 de julho de 1909 sob o título Système de fondation. 
Apesar da guerra eminente, Frankignoul se associou a Edmond Baar, um aristocrata de Liège e em 1910 fundou a Société des Pieux Armés Frankignoul. 
O sistema foi tão bem-sucedida que vinte anos depois, a tecnologia já era usada por 34 subsidiárias e licenciadas em todo o mundo.

## Utilização das estacas Franki
As estacas Franki podem ser usadas como elementos de fundação profunda de alta capacidade sem a necessidade de escavação ou desidratação.
Elas são úteis em condições onde um solo de suporte suficiente só pode ser alcançado mais profundamente no solo, e são mais adequadas para solo granular onde o suporte é principalmente obtido a partir da densificação do solo ao redor da base. 
Eles não são recomendados para uso em solos coesos onde a compactação da base não é possível. 
O sistema de estacas Franki é o mais silencioso dos sistemas de fundição no local acionados, e por isso é usado em condições onde altos níveis de ruído podem causar problemas ambientais.

## Obras construidas com estacas Franki
- Atomium, Buxelas
- Ópera de Sydney
- Palácio Itamaraty, Palácio dos Arcos, Brasília
- Palácio José Bonifácio, Santos
- Catedral Metropolitana de Brasília
- Aeroporto Santos Dumont
- Túnel Nove de Julho
- Jockey Club de São Paulo